# W imię Boga (film)
W imię Boga (oryg. Khuda Kay Liye, urdu: خُدا کے لئے, hindi: ख़ुदा के लिए, ang. In the Name of God) – pakistański dramat filmowy w języku urdu z 2007 roku w reżyserii Shoaib Mansoora. Film otrzymał wiele nagród (m.in. nagroda za najlepszy film na MFF w Kairze). Cieszył się ogromną popularnością w Pakistanie, przeciętną w Indiach. W filmie w roli Pakistanki pochodzenia angielskiego zadebiutowała Iman Ali. W roli głównej wystąpił Shaan. Gościnnie wystąpił indyjski aktor Naseeruddin Shah.
Tematem filmu są problemy muzułmanów, podziały między nimi, między fundamentalistami muzułmańskimi i liberalnymi muzułmanami i nieufność Zachodu wobec wszystkich muzułmanów. Film rozgrywa się na kilku kontynentach. Opowiada historie dwóch braci zafascynowanych muzyką. Jeden z nich, Shaan kształci się w Chicago ulegając wpływom Zachodu, drugi, Sarmad radykalizuje się stając się w Pakistanie ortodoksyjnym muzułmaninem. Pierwszy zakochuje się w białej Janie, drugi żeni się z Mary, córką brytyjskiej chrześcijanki i pakistańskiego muzułmanina wychowaną w Anglii. Wbrew jej woli.

## Obsada
- Shaan – Mansoor
- Fawad Afzal Khan – Sarmad, brat Mansoora
- Iman Ali – Mary, żona Sarmada
- Naseeruddin Shah – Maulana Wali
- Hameed Sheikh – Sher Shah
- Austin Marie Sayre – Janie, dziewczyna Mansoora
- Larry Neumann
- Rasheed Naz – Maulana Tahiri
- Naeem Tahir
- Seemin Raheel
- Humayun kazmi
- Najeeb Ullah Anjum
- Ayub Khosa
- Rufus Graham
- Alex Edwards

## Muzyka
- autor: Rohail Hayat
- śpiewają: Ahmad Jahanzeb, Shuja Haider, Farah Zala, Ammar Hassan, Khawar Jawad, Faiza Mujahid, Saeen Zahoor, Zara Madani and Hadiqa Kiyani
- teksty: Shoaib Mansoor, Buley Shah, Faiza Mujahid
- kompozycje: Ahmad Jahanzeb, Shuja Haider, Lagan The Band, Khawar Jawad, Javed Bashir, Kamijee

The OST były nagrywane w Gravity Studios w Chicago przez Kamijee
Piosenki
- 1. Allah Hu
- 2. Bande-I
- 3. Bande-II
- 4. Duniya
- 5. Hamare Hain
- 6. Instrumental
- 7. Tiluk Kamod
- 8. Janie
- 9. Khuda Ke Liye